# 范伋
范伋（1518年—1599年），字汝希，號小泉，江西瑞州府高安縣人，民籍，明朝政治人物，官至河南參政，終年八十二歲。

## 生平
嘉靖三十七年（1558年）戊午科江西鄉試第二十三名舉人。嘉靖四十四年（1565年）中式乙丑科會試第二百九十九名，二甲第四十三名進士。工部观政，本年五月丁忧，隆慶二年（1568年）二月授刑部主事，五年正月復除本部，万历三年（1575年）二月升员外，六月升郎中，七年二月升河南信陽兵备副使，九年七月升山西参政，十年三月願告致仕。卒年八十二。

## 家族
曾祖范孔傑；祖父范曰䙉；父范豪；母陳氏；另有子范世美。。弟范催、范僣、范僎（庠生）、范儁（进士、御史）。長子范世美，萬曆二年甲戌進士，官山東按察司副使。